# David Brown (astronaut)
David McDowell Brown, född 16 april 1956 i Arlington i Virginia, död 1 februari 2003 ovanför Texas, var en amerikansk astronaut uttagen i astronautgrupp 16 den 5 december 1996. Han deltog i STS-107, 16 januari - 1 februari 2003, när alla sju astronauterna ombord förolyckades under återinträdet i jordens atmosfär.

## Eftermäle
2004 tilldelades han Congressional Space Medal of Honor.
2006 namngavs månkratern D. Brown efter honom, kratern är belägen i Apollokratern på månens baksida.
Även asteroiden 51825 Davidbrown är uppkallad efter honom.

## Rymdfärder
- STS-107